# صندوق سرمایه‌گذاری در سایر صندوق‌ها
صندوق سرمایه‌گذاری در سایر صندوق‌ها (به انگلیسی: Fund of funds) هدف از تشکیل این نوع صندوق‌ها دستیابی به سطوح بالای تنوع بخشی است. یک صندوق سرمایه‌گذاری در سایر صندوق‌ها، به طوری که از نامش پیداست، یک صندوق مشاع است، که سهام سایر صندوق‌های مشاع (اعم از صندوق‌های سهام، صندوق‌های اوراق قرضه یا هر دو) را دارد. به هر حال مدیریت صندوق‌های مختلف، هزینه‌هایی نیز در بر خواهد داشت، به علاوه ممکن است برخی صندوق‌های مشاع دارای پرتفوی مشابه باشند، در نتیجه خرید سهام صندوق‌های بیشتر، همواره منجر به تنوع بیشتر نخواهد شد.
مسئله مهم دیگری که در مورد صندوق‌های سهام و اوراق قرضه وجود دارد، تفاوت بین صندوق‌های مبتنی بر شاخص و صندوق‌های دارای مدیران فعال و حرفه‌ای پرتفوی است. صندوقی که مدیریت فعال دارد، توسط یک مدیر سرمایه‌گذار، که به اصطلاح «نبض‌بازار» را در اختیار دارد، در طی یک سال فعالیت اداره می‌شود. این در حالی است که موضوع مدیریت فعال پرتفوی در صندوق‌های مبتنی بر شاخص، از اهمیت پایینی برخوردار است.